# Barockfabrik

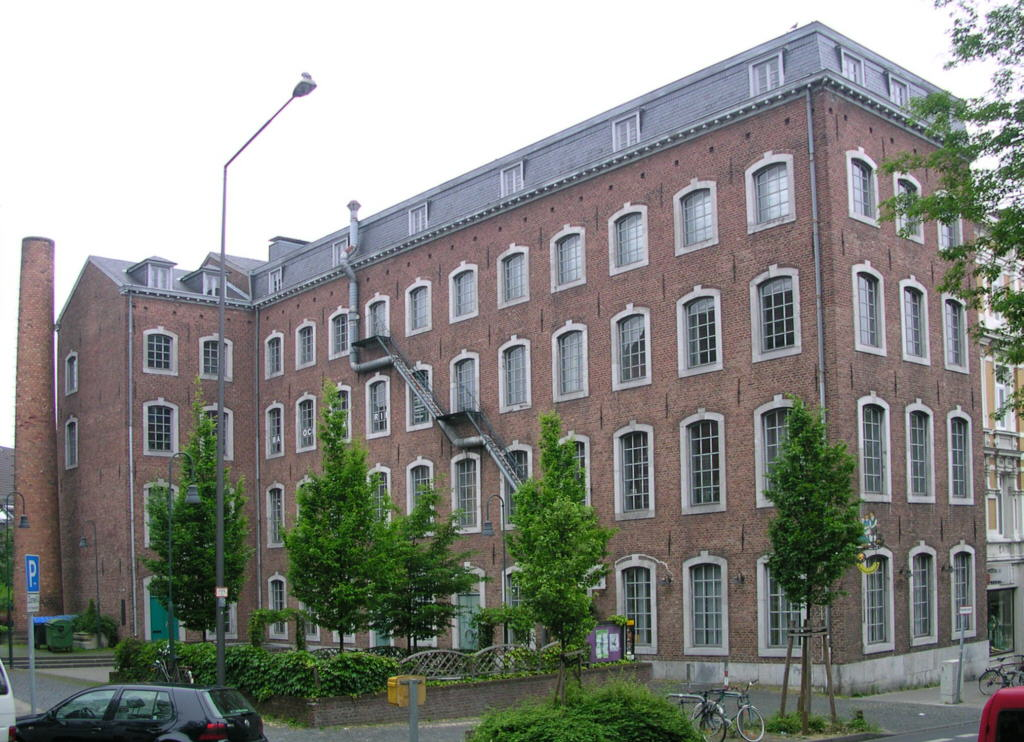
Die Barockfabrik

Die Barockfabrik ist ein Kulturhaus in städtischer Trägerschaft der Stadt Aachen. Hier sind die staatlich anerkannte Berufsfachschule für: Schauspiel • Regie • Musical, Theaterschule Aachen, die Stadtpuppenbühne Öcher Schängchen, die Tanzwerkstatt Art bewegt sowie das Café Couleur ansässig. 
Die Barockfabrik veröffentlicht halbjährlich ein Programmheft für die Monate März bis August und September bis Februar, das alle Aktivitäten des Hauses vorstellt.

## Geschichte

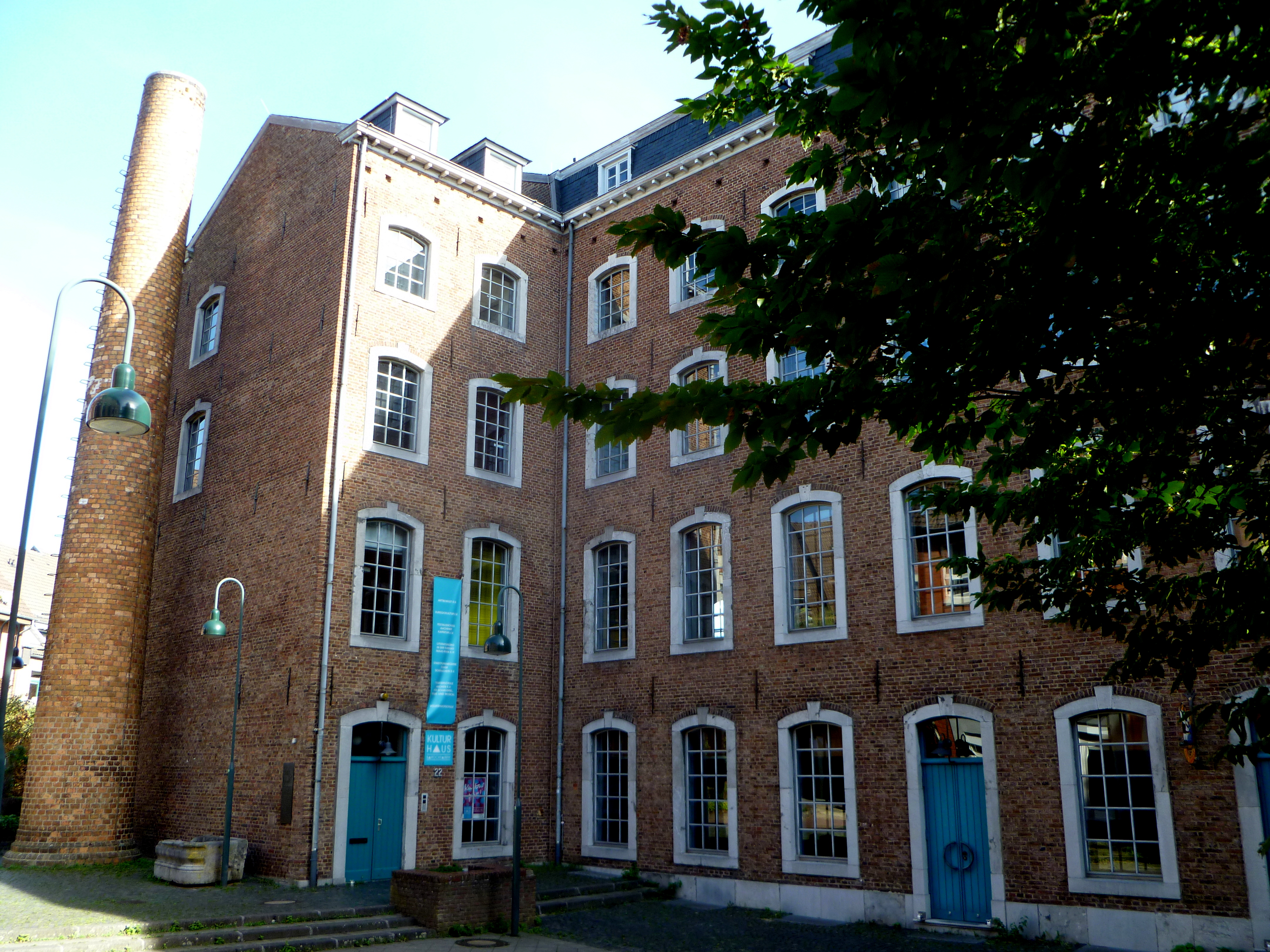
Nordseite mit Turm und Gedenktafel

Das Gebäude hat Gotthard Startz (1792–1870) im Jahr 1821 zwischen Löhergraben/Dr. Vitus-Metz-Straße/Jakobstraße am Ufer des Paubaches erbauen lassen, wo zuvor die Kelmismühle von Walter Volmer gestanden hat, und als Spinnerei eingerichtet. Gleichzeitig erhielt die Spinnerei nach der Tuchfabrik Edmund Kelleter im Wylre’schen Haus als zweites Unternehmen Aachens in dieser Branche eine 12 PS Dampfmaschine aus der Werkstatt John Cockerill in Seraing, die für den Antrieb von drei Walk- und zwei Spülkümpel sowie vier Spinnmaschinensätze und Schermaschinen eingebaut wurde. Eine weitere Hochdruckmaschine mit 20 PS folgte 1830 und der für beide nötige Schornstein ist an der nördlichen Giebelwand immer noch erhalten. Gotthard Startz übernahm darüber hinaus im Jahr 1835 die von Jakob Friedrich Kolb gegründete und von seinem Neffen Johann Gottfried Kolb (1772–1835) im Jahr 1822 aufgegebene Tuchfabrik in der vormaligen Abteimühle Kornelimünster und ließ dort die Mühlen- und Fabrikgebäude neu errichten. Dieser Produktionsstandort blieb bis 1865 im Familienbesitz und wurde nach mehreren Besitzerwechseln 1977 aufgegeben.
Ab den 1850er-Jahren konzentrierte sich Gotthard Startz verstärkt auf seine Fabrik in Kornelimünster und verpachtete deshalb ab 1851 einen Teil der Aachener Spinnerei an Carl Delius, den Älteren (1821–1897), der dort eine Walke, eine Rauherei und einen Schererwinkel einrichtete, die sein Sohn Carl, junior 1907 in seine neue Tuchfabrik Delius an der Mauerstraße überführte. Ein anderer Teil der Spinnerei wurde ab 1861 von der Tuchfabrik „Scheins, N. & Reiß (Nachf)“, genutzt, die dort bis 1930 produzierte. 

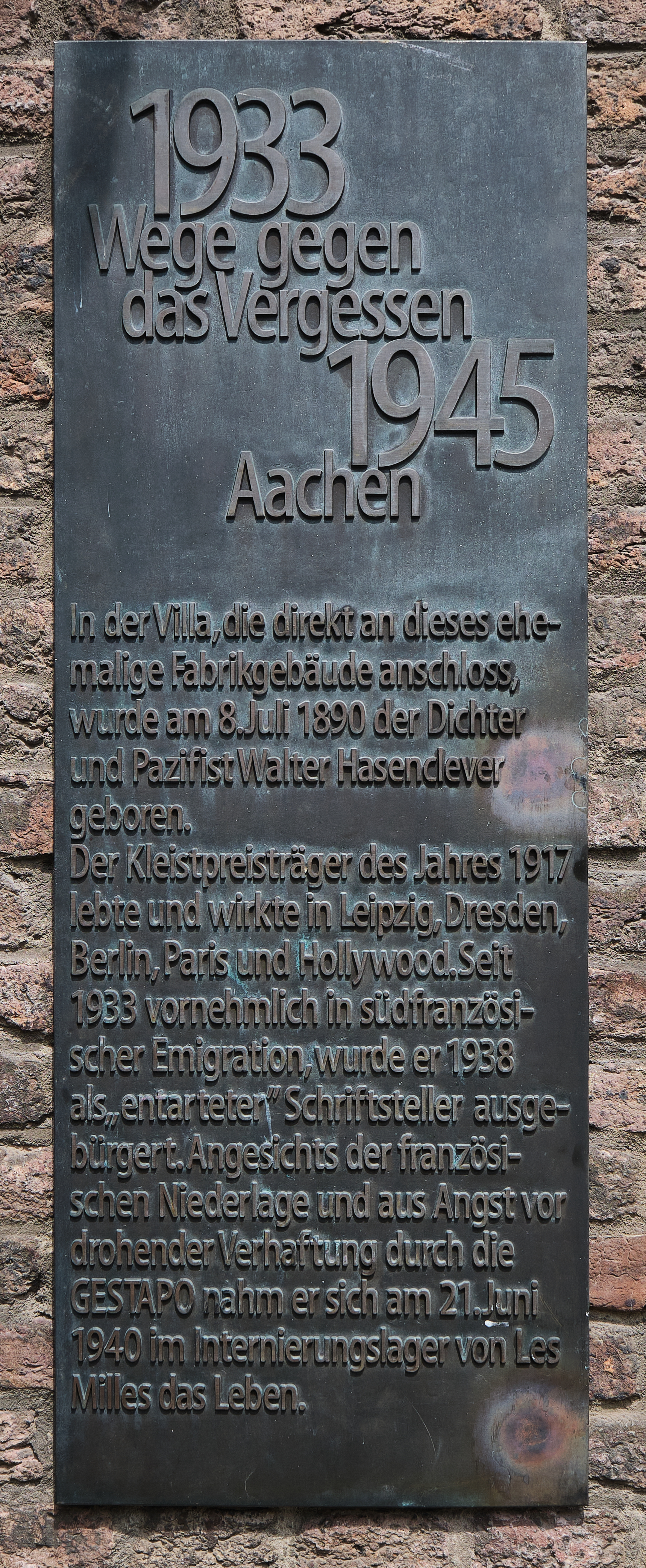
Gedenktafel

Vater und Sohn Gotthard Startz starben 1870 in Kornelimünster und weil Vater Startz nur den einen Sohn hatte, der wiederum kinderlos starb, wurde die Spinnereien in Aachen und Kornelimünster verkauft. Mehrfach wechselten nun die Besitzer bzw. die Betreiber, darunter von 1930 bis 1949 die Tuchfabrik „Goblet & Korreng“, bis schließlich die Stadt Aachen 1975 das Areal und die Gebäude am Löhergraben übernahm und den Komplex zwischen 1978 und 1981 unter Federführung von Winfried Wolks restaurieren ließ. Die ehemalige Spinnerei Startz wurde später in die länderübergreifende Initiative Wollroute aufgenommen.
In unmittelbarer Nachbarschaft zum Gebäude kam am 8. Juli 1890 der spätere Schriftsteller Walter Hasenclever zur Welt. Ihm zu Ehren wurde im Rahmen der Aktion „Wege gegen das Vergessen“ eine Gedenktafel, entworfen von dem Grafiker Klaus Endrikat, von der Stadt Aachen an die Seitenfläche neben dem Kamin angebracht. Auf ihr ist folgender Text eingraviert:

„In der Villa, die direkt an dieses ehemalige Fabrikgebäude anschloss, wurde am 8. Juli 1890 der Dichter und Pazifist Walter Hasenclever geboren. Der Kleistpreisträger des Jahres 1917 lebte und wirkte in Leipzig, Dresden, Berlin, Paris und Hollywood. Seit 1933 vornehmlich in südfranzösischer Emigration, wurde er 1938 als „entarteter“ Schriftsteller ausgebürgert. Angesichts der französischen Niederlage und aus Angst vor drohender Verhaftung durch die Gestapo nahm er sich am 21. Juni 1940 im Internierungslager von Les Milles das Leben.“

## Kulturzentrum Barockfabrik

### Initiative Barockfabrik
Ende 1977 gründete sich die Initiative Barockfabrik, ein Zusammenschluss aus acht Künstlergruppen, die sich die Barockfabrik als Künstler und Bürgerhaus wünschten. Die Gründergruppen waren die Interessengemeinschaft Bildender Künstler (IBK), die Kinderbühne Aachen, Lina (Literaturinitiative Aachen), die 1. Aachener Musikkooperative, Blaustich (die Aachener Film- und Happeninggruppe), die Videowerkstatt Aachen, die Aachener Tanzwerkstatt und die Gruppe Sozialpädagogen. Anfang 1978 schlossen sich noch die Gruppen Film der Jugend Aachen und das Pantomimentheater Cobold & Co. an. Danach wurde sechs Jahre lang über die Nutzung verhandelt, bis es zu einem politischen Kompromiss der Parteien kam.
Das Haus wurde der Initiative Barockfabrik zugesprochen; das Erdgeschoss beherbergte einen Veranstaltungsraum mit Foyer, einen Bühnenraum für die Puppenbühne und eine Gaststätte. Im ersten Obergeschoss fanden ein Übungsraum, eine Werkstatt der Puppenbühne sowie ein Arbeitsraum für den Film der Jugend und die Kinderbühne ihren Platz. Im zweiten Obergeschoss befanden sich die Werkstatt für bildende Künste, eine Dunkelkammer, eine Werkstatt mit Video-Schneidetisch und ein Tanzraum. Die obersten zwei Etagen wurden aber ausschließlich dem Stadtarchiv Aachen zur Verfügung gestellt, welches die beiden Etagen als Archivräume nutzte.

### Künstler- und Bürgerhaus Barockfabrik
Nach Umbaumaßnahmen fand die offizielle Eröffnung des Künstler- und Bürgerhauses Barockfabrik am 16./17. Januar 1982 mit einem Fest statt. Das Konzept beinhaltete wechselnde Ausstellungen und interdisziplinäre Projekte, die in den mietfreien Räumlichkeiten stattfanden. Bei der Umsetzung waren folgende Künstlergruppen vertreten: AVANTI Kinder- und Jugendtheater, Film der Jugend, Stadtpuppenbühne, Tanzwerkstatt, Videowerkstatt, 1. Aachener Musikkooperation sowie die Film- und Aktionsgruppe Blaustich. 
Das Künstler- und Bürgerhaus fand Anklang bei den Bürgern, jedoch wurde es aufgrund zu geringer finanzieller Unterstützung der Stadt Aachen immer schwieriger, ein ansprechendes Programm anzubieten. Die selbständige Verwaltung erwies sich als problematisch. Auch litt das Künstler- und Bürgerhaus Barockfabrik unter Raumnot. Der Auszug des Stadtarchivs wurde gefordert, aber nicht erreicht. 

### Städtische Trägerschaft
Am 14. September 1993 beschloss der Kulturausschuss der Stadt Aachen ein neues Nutzungskonzept für die Barockfabrik mit dem Schwerpunkt Kinder- und Jugendkultur. Hieraus entstand in städtischer Trägerschaft von 2007 bis Juli 2017 das „Zentrum für Kinder- und Jugendkultur“. Bereits ansässige Gruppen sollten in der Nutzung bevorzugt werden. Weiterhin waren die Tanzwerkstatt, die Stadtpuppenbühne Öcher Schängchen und das Café Couleur vertreten. Die Archivalien des Stadtarchivs wurden nach Gründung der Nadelfabrik im Jahre 2013 dorthin verlagert. Die Theaterpädagogin Helga Hanek übernahm ab dem 1. Januar 1994 den Posten der hauptamtlichen Koordinatorin. Die Neueröffnung fand am 13. August 1994 durch den Oberbürgermeister Jürgen Linden mit einem Fest statt. Symbolisch wurde dabei ein Papiermaskottchen des Phantasiedrachen „Fuschu“ verbrannt, der 12 Jahre lang das nun ehemalige Künstler- und Bürgerhaus gehütet hatte, und aus seiner Asche ließ man als Neubeginn eine blaue Blume wachsen.

### Programmheft
Das erste Programmheft beinhaltete ein 150 Seiten starkes Kursangebot in den Bereichen Musik, Malerei, plastisches Gestalten, Video, Literatur, Tanz, Theater, Puppenspiel sowie „Experimentierkurse“, wie Schmuck- und Kostümgestaltung. Auch Wochenendworkshops, Vorstellungen und Gastspiele waren mit im Programm, u. a. die „Kunstwerkstatt Zinnoberrot“ und die „Filzwerkstatt“. Neben dem Schwerpunkt der Kinder- und Jugendkultur fanden abends auch Veranstaltungen für Erwachsene statt.
Anfang April wurde auch der neu gestaltete Vorplatz vom Oberbürgermeister Jürgen Linden eingeweiht. Durch kleine Treppen und Mauern ist er wie ein Innenhof gestaltet, ein Drittel des Platzes steht für den Außenausschank der Gastronomie bereit. Nachdem Helga Hanek 13 Jahre lang die Barockfabrik geleitet hatte, musste sie Ende 2007 aus gesundheitlichen Gründen ausscheiden und es fand durch die Stadt Aachen die Umwidmung des ehemaligen Kinder- und Jugendkulturhauses Barockfabrik in das Zentrum für Kinder- und Jugendkultur statt. Die Leitung übernahm Alexandra Lünskens.

## Heutige Nutzung

### Haus der kulturellen Vielfalt
Auf der Grundlage einer Neukonzeption des Betriebsausschusses Kultur der Stadt Aachen, wurde die Barockfabrik zum Haus der kulturellen Vielfalt, Kooperation und Bildung umgewidmet. Durch ein organisatorisches Konzept ist ein Zusammenwirken von ehrenamtlichen und professionellen Kulturschaffenden möglich. Neben den festverankerten Institutionen wie der Theaterschule Aachen e.V. für Schauspiel • Regie • Musical, dem AAK (Ausschuss Aachener Karneval), der Stadtpuppenbühne Öcher Schängchen, der Tanzwerkstatt Art bewegt e.V., der VHS Volkshochschule, sowie dem Theaterprojekt Theater Starter, werden die Räume Roter Saal, Tanzwerkstatt, Theater/Musikraum, auch an weitere interessierte kulturelle Gruppen vermietet. 

### Weiterhin in städtischer Trägerschaft
Die Barockfabrik als Gebäude bleibt weiterhin in der städtischen Trägerschaft des Kulturbetriebes Aachen und wird in einer sog. „Mischnutzung“ verwaltet. Dies bedeutet, dass einige Räume fest und andere Räume nur temporär vermietet werden. Der sogenannte Caféraum, der Tanzraum, der Rote Saal, der prioritär vom Öcher Schängchen genutzt wird, und die Gemeinschaftsküche sollen temporär vermietet werden.